# Ixmukané
Ixmukané (del maya quiché: ixumucané ‘dueña del maíz’‘ixim, maíz; xtan, dueña, mujer’) es una de las diosas del Popol Vuh.
Según el Popol Vuh, Ixmukané fue quien formó a los Hombres de Maíz, mezclando varias clases de este grano. También es la madre de Hun-Hunahpú y abuela de los Dioses Gemelos: Hunahpú e Ixbalanqué, hijos de Hun-Hunahpú y la diosa madre virgen Ixquic.
La tradición oral señala que Ixmukané recibió un regalo especial del dios sol que le permitiría resolver cualquier problema que pudiera preocupar a un humano, encarnándose en la figura de la muñeca quitapenas.